# 하천공학

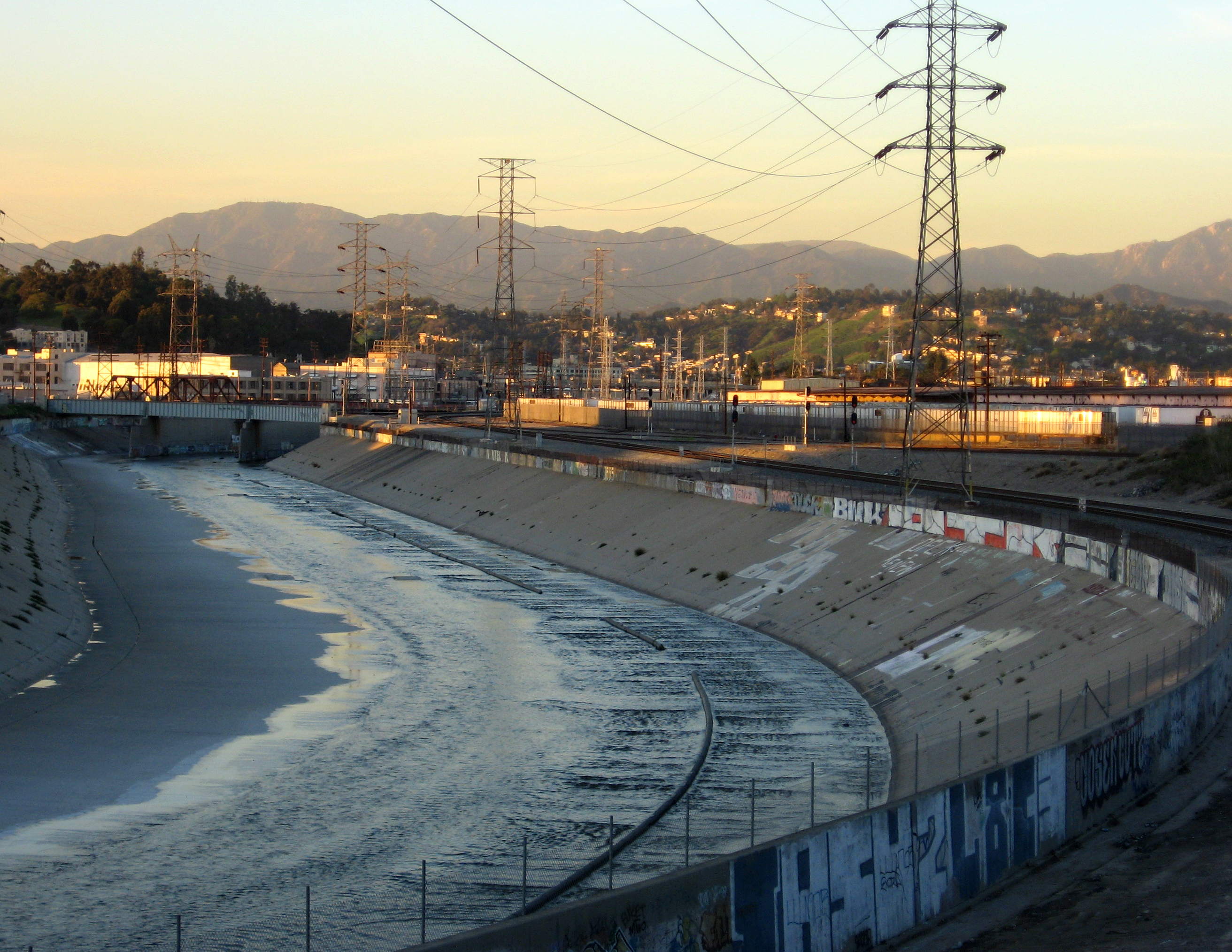
로스엔젤레스 강

하천공학(河川工學)은 하천에 의한 홍수피해방지, 하천의 적극적 이용 등을 위해 하천을 연구하고 그 성과를 공사에 구체화시키기 위한 학문이다.